# Deelnemers UEFA-toernooien Albanië
Onderstaande tabellen bevatten de deelnemers aan de UEFA-toernooien uit  Albanië.

## Mannen
NB Klikken op de clubnaam geeft een link naar het Wikipedia-artikel over het betreffende toernooi in het betreffende seizoen
| Seizoen | Europacup I         | Europacup II                                            |                                          |
| ------- | ------------------- | ------------------------------------------------------- | ---------------------------------------- |
| 1962/63 | Partizan Tirana     |                                                         |                                          |
| 1963/64 | Partizan Tirana     |                                                         |                                          |
| 1964/65 | Partizan Tirana     |                                                         |                                          |
| 1965/66 | 17 Nëntori Tirana   |                                                         |                                          |
| 1966/67 | 17 Nëntori Tirana   |                                                         |                                          |
| 1967/68 | Dinamo Tirana       |                                                         |                                          |
| 1968/69 |                     | Partizan Tirana                                         |                                          |
| 1969/70 | 17 Nëntori Tirana   |                                                         |                                          |
| 1970/71 | 17 Nëntori Tirana   | Partizan Tirana                                         |                                          |
| Seizoen | Europacup I         | Europacup II                                            | UEFA Cup                                 |
| 1971/72 | Partizan Tirana     | Dinamo Tirana                                           | Vllaznia Shkodër                         |
| 1972/73 |                     | Besa Kavajë                                             |                                          |
| 1973/74 |                     |                                                         |                                          |
| 1974/75 |                     |                                                         |                                          |
| 1975/76 |                     |                                                         |                                          |
| 1976/77 |                     |                                                         |                                          |
| 1977/78 |                     |                                                         |                                          |
| 1978/79 | Vllaznia Shkodër    |                                                         |                                          |
| 1979/80 | Partizan Tirana     | Vllaznia Shkodër                                        |                                          |
| 1980/81 | Dinamo Tirana       | Partizan Tirana                                         |                                          |
| 1981/82 | Partizan Tirana     |                                                         | Dinamo Tirana                            |
| 1982/83 | 17 Nëntori Tirana   | Dinamo Tirana                                           |                                          |
| 1983/84 | Vllaznia Shkodër    | 17 Nëntori Tirana                                       |                                          |
| 1984/85 | Labinoti Elbasan    |                                                         |                                          |
| 1985/86 |                     | Flamurtari Vlorë                                        | Dinamo Tirana                            |
| 1986/87 | Dinamo Tirana       | 17 Nëntori Tirana                                       | Flamurtari Vlorë                         |
| 1987/88 | Partizan Tirana     | Vllaznia Shkodër                                        | Flamurtari Vlorë                         |
| 1988/89 | 17 Nëntori Tirana   | Flamurtari Vlorë                                        |                                          |
| 1989/90 | 17 Nëntori Tirana   | Dinamo Tirana                                           | Apolonia Fier                            |
| 1990/91 | Dinamo Tirana       | Flamurtari Vlorë                                        | Partizan Tirana                          |
| 1991/92 | Flamurtari Vlorë    | Partizan Tirana                                         | Vllaznia Shkodër                         |
| Seizoen | Champions League    | Europacup II                                            | UEFA Cup                                 |
| 1992/93 |                     |                                                         |                                          |
| 1993/94 | Partizan Tirana     | Albpetrol Patos                                         |                                          |
| 1994/95 |                     | KF Tirana                                               | Teuta Durrës                             |
| 1995/96 |                     | Teuta Durrës                                            | KF Tirana Partizan Tirana                |
| 1996/97 |                     | Flamurtari Vlorë                                        | KF Tirana Teuta Durrës                   |
| 1997/98 |                     |                                                         |                                          |
| 1998/99 | Vllaznia Shkodër    | Apolonia Fier                                           | KF Tirana                                |
| Seizoen | Champions League    | UEFA Cup                                                | Intertoto Cup                            |
| 1999/00 | KF Tirana           | Bylis Ballsh Vllaznia Shkodër                           | Teuta Durrës                             |
| 2000/01 | KF Tirana           | Teuta Durrës Tomori Berat                               | Vllaznia Shkodër                         |
| 2001/02 | Vllaznia Shkodër    | Dinamo Tirana KF Tirana                                 | Bylis Ballsh                             |
| 2002/03 | Dinamo Tirana       | KF Tirana Partizan Tirana                               | Teuta Durrës                             |
| 2003/04 | KF Tirana           | Dinamo Tirana Vllaznia Shkodër                          | Partizan Tirana                          |
| 2004/05 | KF Tirana           | Dinamo Tirana Partizan Tirana                           | Teuta Durrës Vllaznia Shkodër            |
| 2005/06 | KF Tirana           | KS Elbasani Teuta Durrës                                | Dinamo Tirana                            |
| 2006/07 | KS Elbasani         | Dinamo Tirana KF Tirana                                 | Partizan Tirana                          |
| 2007/08 | KF Tirana           | Besa Kavajë Teuta Durrës                                | Vllaznia Shkodër                         |
| 2008/09 | Dinamo Tirana       | Partizan Tirana Vllaznia Shkodër                        | Besa Kavajë                              |
| Seizoen | Champions League    | Europa League                                           |                                          |
| 2009/10 | KF Tirana           | Dinamo Tirana Flamurtari Vlorë Vllaznia Shkodër         |                                          |
| 2010/11 | Dinamo Tirana       | Besa Kavajë KF Laçi KF Tirana                           |                                          |
| 2011/12 | Skënderbeu Korçë    | Flamurtari Vlorë KF Tirana Vllaznia Shkodër             |                                          |
| 2012/13 | Skënderbeu Korçë    | Flamurtari Vlorë KF Tirana Teuta Durrës                 |                                          |
| 2013/14 | Skënderbeu Korçë -> | Skënderbeu Korçë KF Kukësi KF Laçi Teuta Durrës         |                                          |
| 2014/15 | Skënderbeu Korçë    | Flamurtari Vlorë KF Kukësi KF Laçi                      |                                          |
| 2015/16 | Skënderbeu Korçë -> | Skënderbeu Korçë KF Kukësi KF Laçi Partizan Tirana      |                                          |
| 2016/17 | Partizan Tirana ->  | Partizan Tirana KF Kukësi Teuta Durrës                  |                                          |
| 2017/18 | KF Kukësi           | KF Tirana Partizan Tirana Skënderbeu Korçë              |                                          |
| 2018/19 | KF Kukësi ->        | KF Kukësi KF Laçi Luftëtari Gjirokastër Partizan Tirana |                                          |
| 2019/20 | Partizan Tirana ->  | Partizan Tirana KF Kukësi KF Laçi Teuta Durrës          |                                          |
| 2020/21 | KF Tirana ->        | KF Tirana KF Kukësi KF Laçi Teuta Durrës                |                                          |
| Seizoen | Champions League    | Europa League                                           | Europa Conference League                 |
| 2021/22 | Teuta Durrës        | 0                                                       | KF Laçi Partizan Tirana Vllaznia Shkodër |

### Deelnames
Aantal seizoenen
| 28x KF Tirana (inclusief 17 Nëntori, 9x) 25x Partizan Tirana 18x Dinamo Tirana 17x KS Vllaznia Shkodër 15x KS Teuta Durrës 11x KS Flamurtari Vlorë 08x KF Kukësi 08x KF Laçi | 06x Skënderbeu Korçë 04x KS Besa Kavajë 03x KS Elbasani (inclusief Labinoti, 1x) 02x Apolonia Fier 02x KS Bylis Ballsh 01x KS Albpetrol Patos 01x Luftëtari Gjirokastër 01x KS Tomori Berat |

## Vrouwen
NB Klikken op de clubnaam geeft een link naar het Wikipedia-artikel over het betreffende toernooi in het betreffende seizoen.
| Seizoen          | Women's Cup      |
| ---------------- | ---------------- |
| 2001/02- 2008/09 | geen deelname    |
| Seizoen          | Champions League |
| 2009/10- 2010/11 | geen deelname    |
| 2011/12          | Ada Velipojë     |
| 2012/13          | Ada Velipojë     |
| 2013/14          | Ada Velipojë     |
| 2014/15          | Vllaznia Shkodër |
| 2015/16          | Vllaznia Shkodër |
| 2016/17          | Vllaznia Shkodër |
| 2017/18          | Vllaznia Shkodër |
| 2018/19          | Vllaznia Shkodër |
| 2019/20          | Vllaznia Shkodër |
| 2020/21          | Vllaznia Shkodër |
| 2021/22          | Vllaznia Shkodër |

### Deelnames
08× KS Vllaznia Shkodër
03× KS Ada Velipojë
Albanië ·
Andorra ·
Armenië ·
Azerbeidzjan ·
België ·
Bosnië en Herzegovina ·
Bulgarije ·
Cyprus ·
Denemarken ·
Duitsland ·
Engeland ·
Estland ·
Faeröer ·
Finland ·
Frankrijk ·
Georgië ·
Gibraltar ·
Griekenland ·
Hongarije ·
Ierland ·
IJsland ·
Israël ·
Italië ·
Kazachstan ·
Kroatië ·
Kosovo ·
Letland ·
Liechtenstein ·
Litouwen ·
Luxemburg ·
Malta ·
Moldavië ·
Montenegro ·
Nederland ·
Noord-Ierland ·
Noord-Macedonië ·
Noorwegen ·
Oekraïne ·
Oostenrijk ·
Polen ·
Portugal ·
Roemenië ·
Rusland ·
San Marino ·
Schotland ·
Servië ·
Slovenië ·
Slowakije ·
Spanje ·
Tsjechië ·
Turkije ·
Wales ·
Wit-Rusland ·
Zweden ·
Zwitserland

Historie:
DDR ·
Joegoslavië ·
Saarland ·
Sovjet-Unie ·
Tsjecho-Slowakije